# Бусульфан
Бусульфан — цитостатический препарат алкилирующего действия. Производное метансульфоновой кислоты.

## Фармакологическое действие
Оказывает цитостатическое действие на миелоидные клетки. В относительно низких дозах избирательно угнетает гранулоцитопоэз.

## Фармакокинетика
После приёма внутрь полностью всасывается из ЖКТ. Быстро метаболизируется в печени. T1/2 составляет около 2.5 ч. Выводится почками, практически полностью в виде метаболитов.

## Показания
Хронический миелолейкоз, эритремия/истинная полицитемия. Бусульфан применяют при некоторых случаях эссенциальной тромбоцитемии и миелофиброза.
В высоких дозах бусульфан применяют как составную часть режима кондиционирования при трансплантации костного мозга — в режиме минитрансплантации — в комбинации c флударабина фосфатом, в режиме полномасштабной трансплантации — с циклофосфамидом или, реже, другими цитостатиками.

## Режим дозирования
Устанавливают индивидуально, в зависимости от показаний и стадии заболевания, состояния системы кроветворения, схемы противоопухолевой терапии.

## Побочное действие
Со стороны системы кроветворения: миелодепрессия (тромбоцитопения, лейкопения, реже — анемия); в отдельных случаях — необратимая аплазия костного мозга.
Со стороны дыхательной системы: в отдельных случаях — интерстициальный фиброз лёгких.
Со стороны пищеварительной системы: тошнота, рвота, диарея, стоматит, потеря аппетита; в отдельных случаях (при длительном применении в составе комбинированной терапии) — гепатотоксическое действие, развитие варикозного расширения вен пищевода, тромбоз печёночных вен.
Со стороны репродуктивной системы: угнетение функции яичников и аменорея (у больных в период перед менопаузой); в отдельных случаях — азооспермия и атрофия яичек у мужчин.
Со стороны мочевыделительной системы: нефропатия, обусловленная гиперурикемией.
Прочие: в отдельных случаях — возникновение хромосомных аберраций, тампонады сердца у пациентов с талассемией, катаракта (при длительном применении); очень редко — слабость.

## Противопоказания
Угнетение функции костного мозга, беременность, повышенная чувствительность к бусульфану.

## Беременность и лактация
Бусульфан противопоказан при беременности. В случае необходимости применения в период лактации следует прекратить грудное вскармливание.
Женщины детородного возраста в период приёма бусульфана должны использовать надёжные методы контрацепции.

## Особые указания
Не рекомендуется применение у пациентов с ветряной оспой (в том числе недавно перенесённой или после контакта с заболевшими), с опоясывающим герпесом, другими острыми инфекционными заболеваниями, подагрой или нефролитиазом (в том числе в анамнезе).
С осторожностью применяют при указаниях в анамнезе на судорожные припадки, черепно-мозговую травму; на фоне лечения препаратами, которые повышают риск развития судорог; у пациентов, ранее получавших цитотоксические противоопухолевые средства или лучевую терапию.
На фоне приёма бусульфана не следует проводить вакцинацию пациентов и членов их семьи.
Тщательный контроль картины периферической крови следует проводить 1 раз в неделю в период индукции ремиссии и не реже 1 раза в 4 недели — при поддерживающей терапии. Применение бусульфана следует прекращать в случаях снижения числа лейкоцитов до 2000—2500/мкл или снижения числа тромбоцитов до 100 000/мкл.
На фоне применения бусульфана следует периодически проводить контроль активности печёночных трансаминаз и ЩФ, а также уровня билирубина в плазме крови.
У больных с гиперурикемией и/или гиперурикозурией требуется коррекция этих нарушений перед началом лечения бусульфаном.
У детей бусульфан применяют в очень редких случаях по строгим показаниям.
В экспериментальных исследованиях установлено канцерогенное и мутагенное действие бусульфана.
Бусульфан в форме таблеток включён в Перечень ЖНВЛС.

## Лекарственное взаимодействие
При одновременном применении с другими препаратами, обладающими миелодепрессивными свойствами, возможно усиление токсического действия бусульфана на кроветворение.
При одновременном применении урикозурических противоподагрических средств возможно увеличение риска развития нефропатии, связанной с повышенным образованием мочевой кислоты, поэтому предпочтительным препаратом для предотвращения или устранения гиперурикемии, связанной с терапией бусульфаном, является аллопуринол.
При длительном (более 6 мес) совместном применении бусульфана с тиогуанином описаны случаи развития варикозного расширения вен пищевода в сочетании с изменениями лабораторных показателей функции печени.